# Virus modificado genéticamente

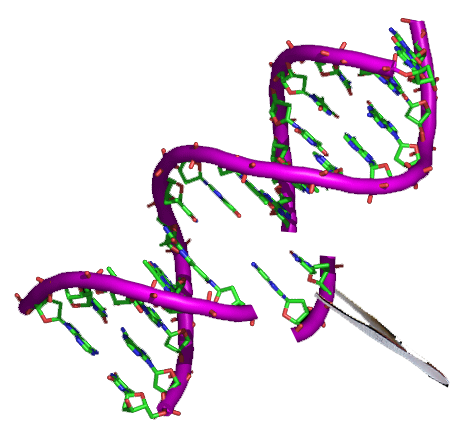
Diagrama de un fragmento de ADN que se extrae con unas pinzas. Ilustración de la ingeniería genética

Un virus modificado genéticamente es un virus que ha sido alterado o generado mediante métodos biotecnológicos, y que sigue siendo capaz de infectar. La modificación genética implica la inserción dirigida, la supresión, la síntesis artificial o el cambio de bases de nucleótidos en los genomas virales. Los virus modificados genéticamente se generan principalmente mediante la inserción de genes extraños en los genomas virales con fines biomédicos, agrícolas, de biocontrol o tecnológicos. Los términos virus modificados genéticamente y virus de ingeniería genética se utilizan como sinónimos.

## Uso general
Los virus modificados genéticamente se generan a través de la modificación genética, que implica la inserción dirigida, la supresión, la síntesis artificial o el cambio de secuencias de nucleótidos en los genomas virales utilizando métodos biotecnológicos. Aunque la mayoría de los virus de ADNc tienen genomas monopartitos, muchos virus de ARN tienen genomas multipartitos, no es necesario que todas las partes de un genoma viral sean modificadas genéticamente para que el virus sea considerado un virus modificado genéticamente. Los virus infecciosos capaces de infectar que se generan a través de la síntesis genética artificial de la totalidad o parte de sus genomas (por ejemplo, basándose en secuencias históricas inferidas) también pueden considerarse como virus modificados genéticamente. Los virus que se modifican únicamente por la acción de mutaciones espontáneas, eventos de recombinación o reordenamiento (incluso en entornos experimentales), no suelen considerarse virus modificados genéticamente.
Los virus generalmente se modifican para que puedan usarse como vectores para insertar nueva información genética en un organismo huésped o alterar su material genético preexistente. Esto se puede lograr en al menos tres procesos :
1. Integración de todo, o parte, de un genoma viral en el genoma del huésped (por ejemplo, en sus cromosomas). Cuando todo el genoma viral modificado genéticamente se integra, se denomina provirus modificado genéticamente. Cuando el ADN o el ARN que ha sido empaquetado como parte de una partícula de virus, pero que no necesariamente contiene ningún gen viral, se integra en el genoma del huésped, este proceso se conoce como transducción.
2. Mantenimiento del genoma viral dentro de las células del hospedador, pero no como una parte integrada del genoma del hospedador.
3. Cuando los genes necesarios para la edición del genoma se han colocado en el genoma viral mediante métodos biotecnológicos,[1] es posible la edición del genoma del huésped. Este proceso no requiere la integración de los genomas virales en el genoma del huésped.

Ninguno de estos tres procesos es mutuamente excluyente. Cuando solo ocurre el proceso 2. y da como resultado la expresión de un gen modificado genéticamente, esto se denominará a menudo un enfoque de expresión transitoria.
La capacidad de infectar células o tejidos del huésped es un requisito necesario para todos los usos aplicados de los virus modificados genéticamente. Sin embargo, la capacidad de transmisión viral (la transferencia de infecciones entre individuos huéspedes) no es necesaria o se considera indeseable para la mayoría de las aplicaciones. Sólo en una pequeña minoría de usos propuestos se considera necesaria o deseable la transmisión viral, un ejemplo son las vacunas transmisibles. Esto se debe a que la transmisibilidad complica considerablemente los esfuerzos de seguimiento, control o contención de la propagación de los virus.

## Historia
En 1972 se publicó el primer informe sobre la inserción de una secuencia extraña en un genoma viral, cuando Paul Berg utilizó la enzima de restricción EcoRI y ligasas de ADN para crear las primeras moléculas de ADN recombinante de la historia. Esto se consiguió uniendo el ADN del virus SV40 del mono con el del virus lambda. Sin embargo, no se estableció que ninguno de los dos virus fuera capaz de infectar o replicarse.
En 1974, Noreen Murray y Kenneth Murray presentaron para su publicación el primer informe de un virus modificado genéticamente que también podría replicarse e infectar. Solo dos meses después, en agosto de 1974, Marjorie Thomas, John Cameron y Ronald W. Davis presentaron un informe para su publicación sobre un logro similar.
En conjunto, estos experimentos representaron el comienzo mismo del desarrollo de lo que eventualmente se conocería como biotecnología o métodos de ADN recombinante.

## Aplicaciones sanitarias

### Terapia génica
La terapia génica utiliza virus modificados genéticamente para administrar genes que pueden curar enfermedades en células humanas. Estos virus pueden suministrar material genético de ADN o ARN a las células objetivo. La terapia génica también se utiliza para inactivar los genes mutados que causan la enfermedad mediante virus.
Los virus que se han utilizado para la terapia génica son el adenovirus, el lentivirus, el retrovirus y el virus del herpes simple. Los virus más utilizados para la administración de genes son los adenovirus, ya que pueden transportar hasta 7,5 kb de ADN extraño e infectar una gama relativamente amplia de células huésped, aunque se sabe que provocan respuestas inmunitarias en el huésped y sólo proporcionan una expresión a corto plazo. Otros vectores comunes son los virus adenoasociados, que tienen una menor toxicidad y una expresión a más largo plazo, pero sólo pueden transportar unos 4 kb de ADN. El virus del herpes simple es un vector prometedor, tiene una capacidad de transporte de más de 30kb y proporciona una expresión a largo plazo, aunque es menos eficiente en la entrega de genes que otros vectores. Los mejores vectores para la integración a largo plazo del gen en el genoma del huésped son los retrovirus, pero su propensión a la integración aleatoria es problemática. Los lentivirus forman parte de la misma familia que los retrovirus, con la ventaja de que infectan tanto a las células en división como a las que no lo están, mientras que los retrovirus sólo se dirigen a las células en división. Otros virus que se han utilizado como vectores son los alfavirus, flavivirus, virus del sarampión, rabdovirus, virus de la enfermedad de Newcastle, poxvirus y picornavirus.
Aunque principalmente aún está en fase de prueba, ha tenido algunos éxitos. Se ha utilizado para tratar trastornos genéticos hereditarios como la inmunodeficiencia combinada grave que surge de la deficiencia de adenosina deaminasa (ADA-SCID), aunque el desarrollo de leucemia en algunos pacientes con ADA-SCID junto con la muerte de Jesse Gelsinger en otro ensayo retrasaron el desarrollo de este enfoque durante muchos años. En 2009 se logró otro avance cuando un niño de ocho años con amaurosis congénita de Leber recuperó la vista normal y en 2016 GlaxoSmithKline obtuvo la aprobación para comercializar un tratamiento de terapia génica para la ADA-SCID. En 2018, había un número considerable de ensayos clínicos en marcha, que incluyen tratamientos para la hemofilia, el glioblastoma, la enfermedad granulomatosa crónica, la fibrosis quística y varios tipos de cáncer. A pesar de algunos éxitos, la terapia génica todavía se considera una técnica arriesgada y se siguen realizando estudios para garantizar la seguridad y la eficacia.

### Tratamiento para el cáncer
Otro posible uso de los virus modificados genéticamente es alterarlos para que puedan tratar directamente las enfermedades. Esto puede hacerse mediante la expresión de proteínas protectoras o dirigiéndose directamente a las células infectadas. En 2004, los investigadores informaron de que un virus modificado genéticamente que aprovecha el comportamiento egoísta de las células cancerosas podría ofrecer una forma alternativa de eliminar los tumores. Desde entonces, varios investigadores han desarrollado virus oncolíticos modificados genéticamente que parecen prometedores como tratamientos para varios tipos de cáncer.

### Vacunas
La mayoría de las vacunas consisten en virus que han sido atenuados, desactivados, debilitados o eliminados de alguna manera para que sus propiedades virulentas dejen de ser efectivas. En teoría, la ingeniería genética podría utilizarse para crear virus con los genes virulentos eliminados. En 2001, se informó de que los virus modificados genéticamente podrían utilizarse para desarrollar vacunas contra enfermedades como el sida, el herpes, el dengue y la hepatitis vírica, utilizando un virus vacunal de probada seguridad, como el adenovirus, y modificando su genoma para que tenga genes que codifiquen proteínas inmunogénicas que puedan estimular la respuesta del sistema inmunitario para poder combatir el virus. Los virus modificados genéticamente no deberían tener una infectividad reducida, invocar una respuesta inmunitaria natural y no debe existir la posibilidad de que recuperen su función de virulencia, lo que puede ocurrir con algunas otras vacunas. Por ello, se consideran generalmente más seguras y eficientes que las vacunas convencionales, aunque sigue habiendo preocupación por la infección no objetivo, los posibles efectos secundarios y la transferencia horizontal de genes a otros virus. Otro enfoque consiste en utilizar vectores para crear nuevas vacunas para enfermedades que no tienen vacunas disponibles o las que hay no funcionan eficazmente, como el sida, la malaria y la tuberculosis. Ya se han aprobado vacunas basadas en vectores y se están desarrollando muchas más.

### Marcapasos cardíaco
En 2012, investigadores estadounidenses informaron de que habían inyectado un virus modificado genéticamente en el corazón de cerdos. Este virus insertaba en los músculos del corazón un gen llamado Tbx18 que activaba los latidos. Los investigadores prevén que un día esta técnica podría utilizarse para restablecer los latidos del corazón en seres humanos que, de otro modo, necesitarían marcapasos electrónicos.

## Virus modificados genéticamente para su uso en el medio ambiente

### Animales
En España y Portugal, en 2005 los conejos habían disminuido hasta un 95% en 50 años debido a enfermedades como la mixomatosis, la enfermedad hemorrágica del conejo y otras causas. Esto, a su vez, provocó el declive de depredadores como el lince ibérico, una especie en peligro crítico de extinción. En el año 2000, investigadores españoles estudiaron un virus modificado genéticamente que podría proteger a los conejos en libertad contra la mixomatosis y la enfermedad hemorrágica del conejo. Sin embargo, existía la preocupación de que dicho virus pudiera introducirse en las poblaciones silvestres de zonas como Australia y crear un boom poblacional. En Australia, los conejos se consideran una plaga de tal calibre que los propietarios de terrenos están obligados por ley a controlarlos.
Se han creado virus modificados genéticamente que hacen infértiles a los animales objetivo mediante la inmunocontracepción, así como otros que se dirigen a la etapa de desarrollo del animal. La contención de los virus y el contagio entre especies son motivo de preocupación.

### Árboles
Desde 2009 se han ensayado en Florida (EE. UU.) virus modificados genéticamente que expresan proteínas defensivas de las espinacas. La infección por virus de los naranjos tiene como objetivo combatir la enfermedad del enverdecimiento de los cítricos, que ha reducido la producción de naranjas en Florida en un 70% desde 2005. Desde el 13 de febrero de 2017 está pendiente una solicitud de permiso (USDA 17-044-101r) para ampliar el permiso de uso experimental a una superficie de 513.500 acres, lo que lo convertiría en el mayor permiso de este tipo jamás emitido por los Servicios de Regulación Biotecnológica del USDA..

### Programa "Insectos Aliados"
En 2016, DARPA, una agencia del Departamento de Defensa de EE. UU., Anunció una licitación de contratos para desarrollar virus de plantas modificados genéticamente para un enfoque que implica su dispersión en el medio ambiente utilizando insectos El plan de trabajo decía:
"Los virus de las plantas son muy prometedores como portadores de circuitos de edición de genes y son un socio natural para una plataforma de entrega transmitida por insectos". 
La motivación proporcionada para el programa es garantizar la estabilidad alimentaria protegiendo el suministro de alimentos agrícolas y los cultivos básicos:
"Aprovechando la capacidad natural de los vectores de insectos para liberar virus con una alta especificidad de la planta huésped, y combinando esta capacidad con los avances en la edición de genes, se puede lograr una rápida mejora de las plantas maduras en el campo en grandes áreas y sin la necesidad de una infraestructura industrial " 
A pesar de su nombre, el programa "Insectos Aliados" es en gran medida un programa viral, que desarrolla virus que esencialmente realizarían la edición genética de los cultivos en campos ya plantados. Los virus modificados genéticamente descritos en el plan de trabajo y en otros documentos públicos pertenecen a una clase de virus modificados genéticamente que posteriormente se denominó HEGAA (agentes de alteración genética ambiental horizontal). El programa ''Insectos Aliados''  está previsto que se desarrolle entre 2017 y 2021 con contratos ejecutados por tres consorcios. No está previsto liberar los virus modificados genéticamente en el medio ambiente, y las pruebas del sistema completo de dispersión de insectos se realizarán en invernaderos (se han mencionado las instalaciones de nivel de bioseguridad 3).
Se ha expresado la preocupación por la forma en que este programa y los datos que genere repercutirán en el control de armas biológicas y en la coexistencia agrícola, aunque también ha habido apoyo para sus objetivos declarados.

## Aplicaciones tecnológicas

### Baterías de iones de litio
En 2009, científicos del MIT crearon un virus modificado genéticamente que se ha utilizado para construir una batería de iones de litio más ecológica. La batería se construyó mediante la ingeniería genética de diferentes virus, como el bacteriófago E4 y el bacteriófago M13, para utilizarlos como cátodo. Para ello, se editaron los genes del virus que codifican la capa de proteína. La capa de proteína se editó para recubrirse de fosfato de hierro y poder adherirse a nanotubos de carbono altamente conductores. Los virus modificados para tener una capa proteica multifuncional pueden utilizarse como cátodos nanoestructurados que provocan interacciones iónicas con cationes. Esto permite utilizar el virus como una pequeña batería. Angela Blecher, la científica que dirigió el equipo de investigación del MIT en el proyecto, afirma que la batería es lo suficientemente potente como para ser utilizada como batería recargable, alimentar coches eléctricos híbridos y varios aparatos electrónicos personales. Aunque tanto el virus E4 como el M13 pueden infectar y replicarse dentro de su huésped bacteriano, no está claro si conservan esta capacidad después de formar parte de una batería.

## Preocupaciones y regulaciones de seguridad

### Limitaciones de la investigación sobre riesgos biológicos
El Instituto Nacional de Salud declaró una moratoria en la financiación de la investigación en determinadas investigaciones de virus de ganancia de función En enero de 2017, el gobierno de EE. UU. Publicó una guía de política final para la revisión y supervisión de la investigación que se prevé creará, transferirá o utilizará patógenos pandémicos potenciales mejorados (PPP). Las preguntas sobre un posible escape de un virus modificado de un laboratorio de bioseguridad y la utilidad de la tecnología de doble uso y la investigación preocupante de doble uso (DURC) motivaron la revisión de la política de financiación de los NIH.

### Incidente de lentivirus transgénico
Una científica afirma que fue infectada por un virus modificado genéticamente mientras trabajaba para Pfizer. En su demanda federal afirma que ha quedado paralizada de forma intermitente por el virus diseñado por Pfizer. "McClain, de Deep River, sospecha que fue expuesta inadvertidamente, a través del trabajo de un antiguo colega de Pfizer en 2002 o 2003, a una forma modificada del lentivirus, un virus similar al que puede provocar el síndrome de inmunodeficiencia adquirida, o SIDA". El tribunal consideró que McClain no demostró que su enfermedad fuera causada por la exposición al lentivirus, pero también que Pfizer violó las leyes de protección de los denunciantes en Estados Unidos.